# Emmabuntüs
Emmabuntüs is een Linuxdistributie afkomstig van Ubuntu en nu Debian, ontworpen om computers die gedoneerd zijn aan Emmausgemeenschappen om deze van de juiste software te voorzien. Het besturingssysteem is speciaal gemaakt om op oudere computers geïnstalleerd te kunnen worden.
Emmabuntüs is een porte-manteauwoord bestaande uit Emmaus (Emmaüs in het Frans) en Ubuntu en wordt als Emma-boen-toes uitgesproken.

## Functies
Deze distributie kan in zijn geheel zonder internetverbinding worden geïnstalleerd. Alle benodigde pakketten zijn op de cd-image te vinden, inclusief de codecs die de gebruiker zou kunnen installeren. Emmabuntüs 2 Live Modus werkt op computers met minimaal 1 GB aan RAM-geheugen. Voor de volledige installatie is ten minste 512 MB aan RAM-geheugen nodig. De scripttaal automatiseert bepaalde stappen bij de installatie (gebruikersnaam, voorgedefinieerd wachtwoord). De gebruiker heeft de keuze niet-vrije software te installeren, ongebruikte talen te verwijderen om het aantal updates te verlagen en de desktopomgeving LXDE toe te voegen. In de browsers zijn uitbreidingen ingebouwd voor ouderlijk toezicht. Er bestaan drie verschillende docks om uit te kiezen om de toegang tot software te vereenvoudigen, toegespitst op de gebruiker (kinderen, beginners en “allen”). Deze distributie heeft software ingebouwd dat een specifiek installatieproces heeft, zoals Ooo4kids. In LibreOffice is de uitbreiding voor grammaticacontrole LanguageTool voorgeïnstalleerd.

## Desktopomgeving van Emmabuntüs DE
De desktopomgeving van Emmabuntüs DE (Debian Edition) is Xfce met Cairo-Dock. LXDE is inbegrepen en installeerbaar.

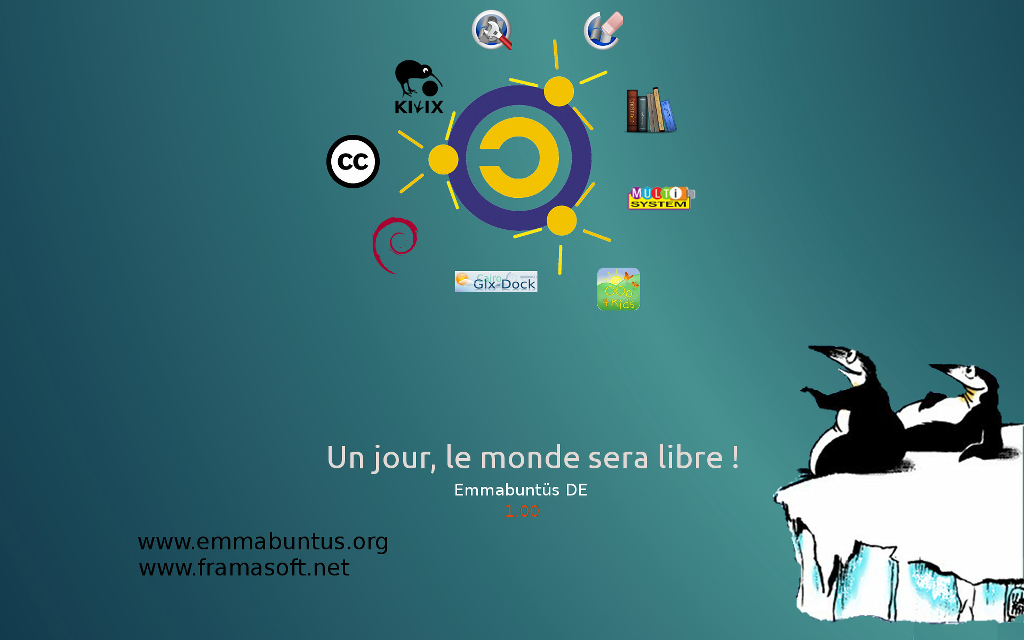
Opstartscherm
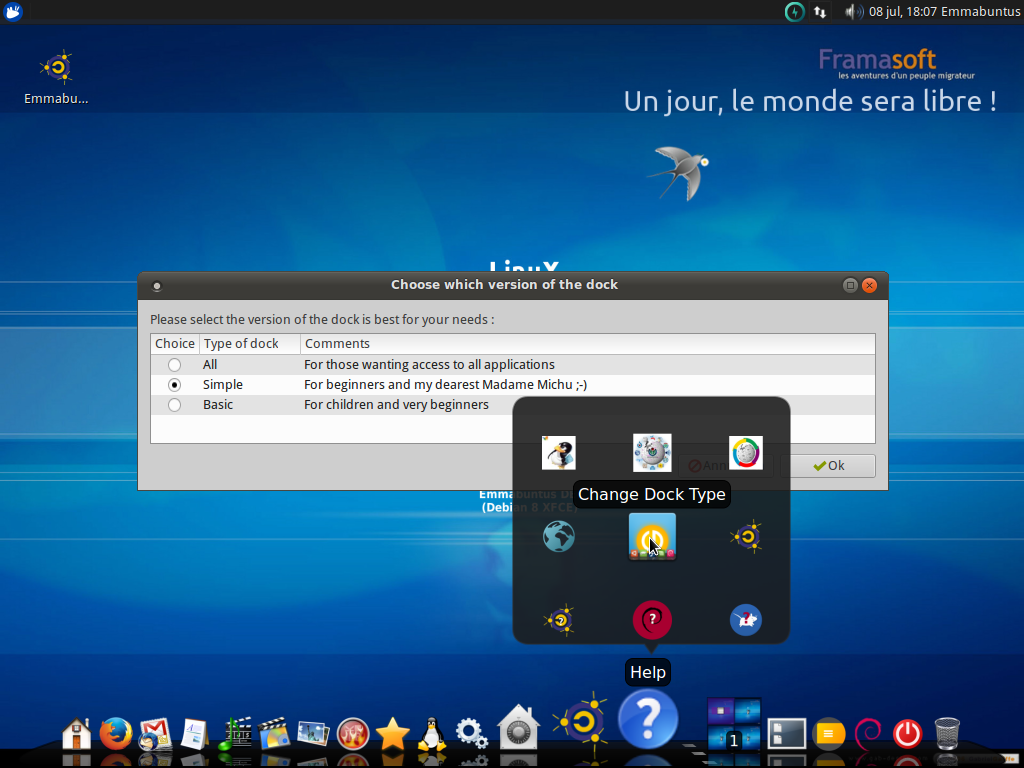
Veranderen van het docktype
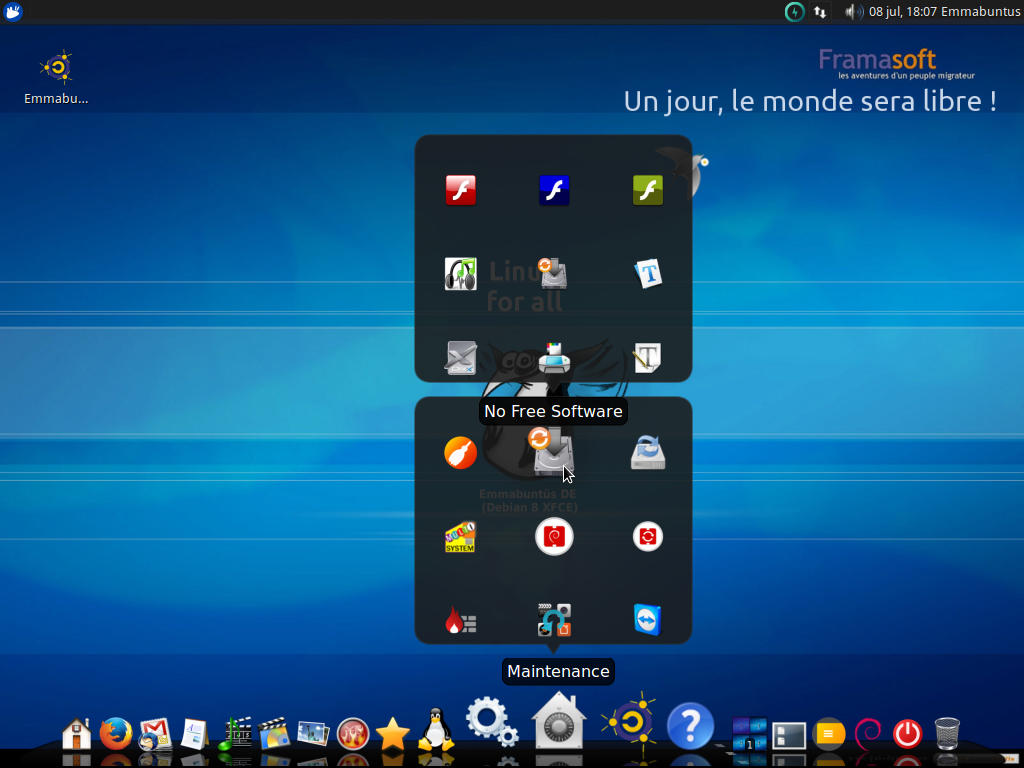
Installatie van software of niet-vrije codecs
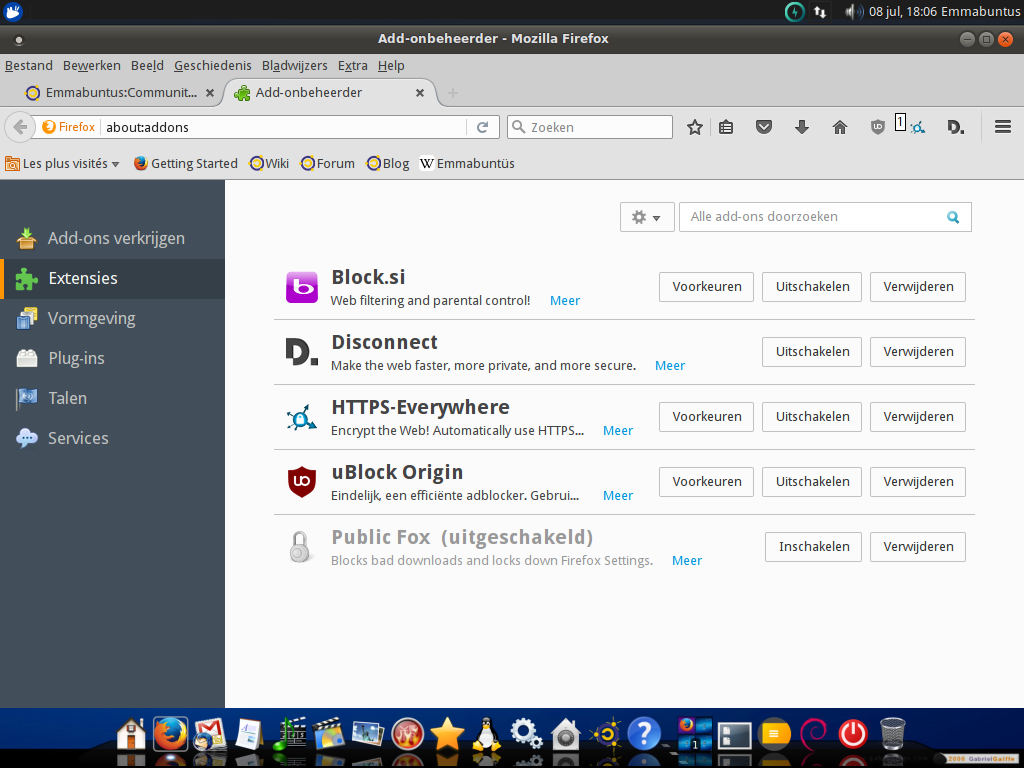
Uitbreidingen inbegrepen in de Firefoxbrowser
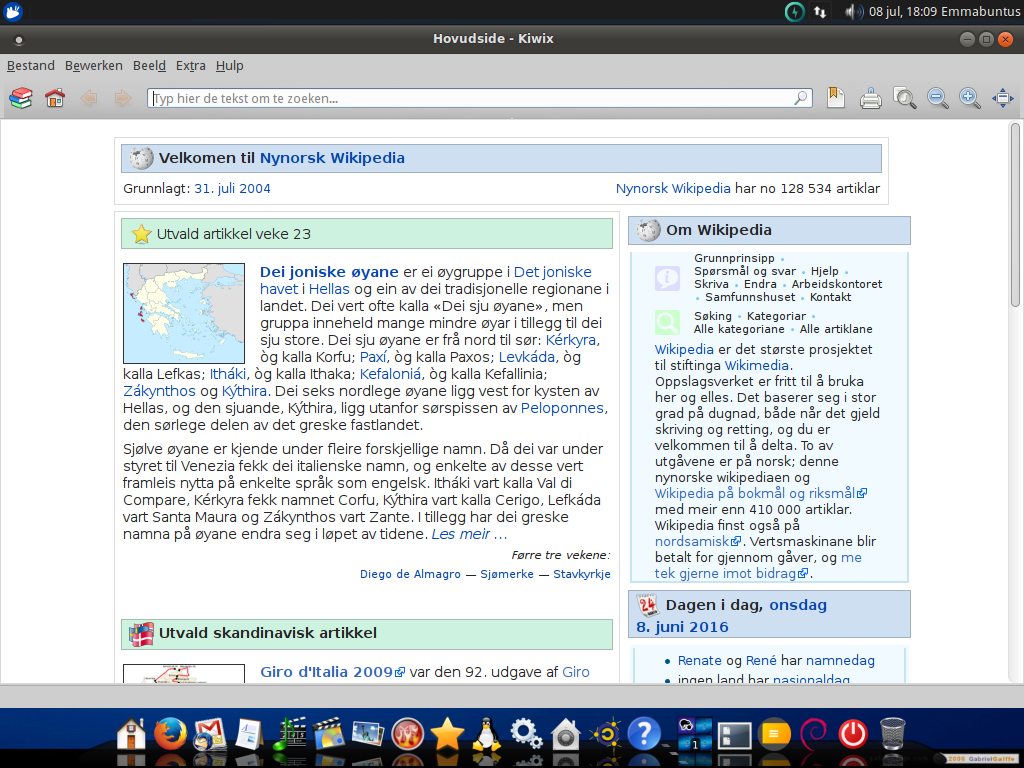
Kiwix – offline wikipagina's
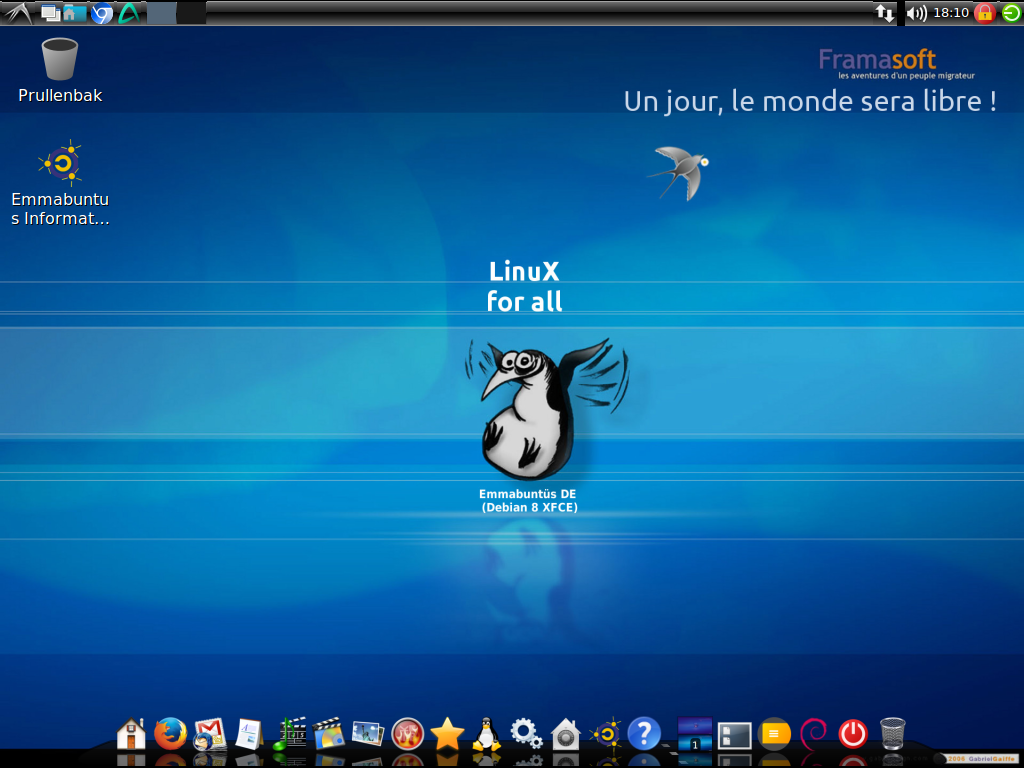
Schermafbeelding van de desktopomgeving LXDE

## Programma's
Meerdere programma's voor dezelfde taak zijn geïnstalleerd. Hier is de volledige lijst:
- Webbrowsers: Firefox en Chromium, met de volgende uitbreidingen: Flash Player, Adblock Plus, Block.si, Disconnect, HTTPS Everywhere, Public fox.
- E-mailclients: Mozilla Thunderbird en Evolution.
- Instant messaging: Pidgin, Skype en Jitsi.
- Bestandsoverdracht: FileZilla, qBittorrent, Transmission en Wammu.
- Tekstverwerking: AbiWord, Gnumeric, LibreOffice, Ooo4Kids, Kiwix, Calibre, Scribus.
- Audio: Rhythmbox, Clementine, Audacious, PulseAudio, Sound Juicer.
- Video: Kaffeine, VLC media player, Totem, Cheese , Kdenlive.
- Foto: Shotwell, GThumb, Picasa, DigiKam, GIMP, Inkscape.
- CD/DVD branden: Brasero, Xfburn.
- Spellen: PlayOnLinux, SuperTux, SuperTuxKart, TuxGuitar, Hedgewars.
- Onderwijs: Tux Paint, TuxMath, GCompris, Scratch.
- Hulpprogramma's: Wine, CUPS.
- Onderhoudsprogramma's: GParted, Htop, Sysinfo, TeamViewer.

## Samenwerken met de Emmausgemeenschappen

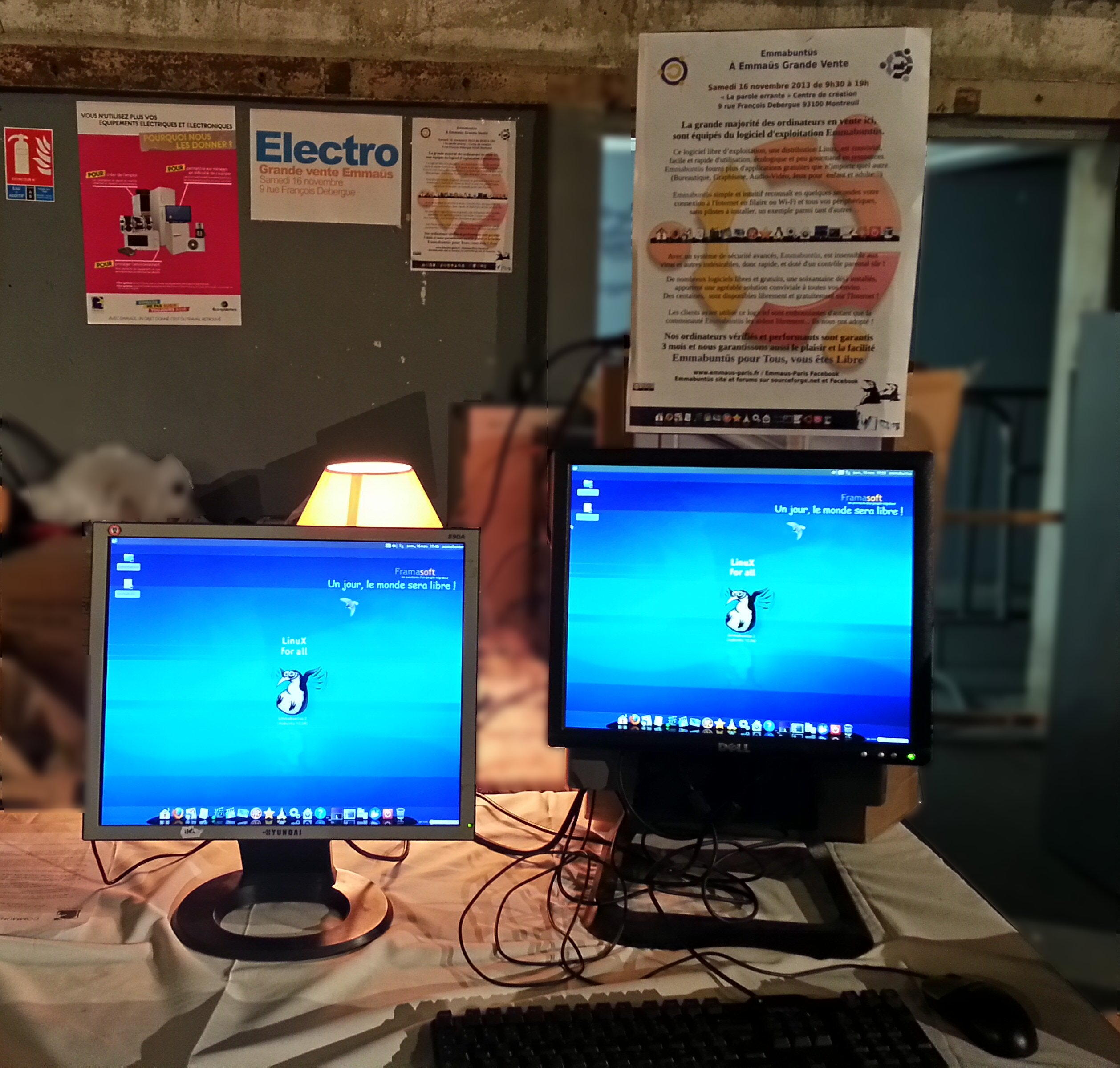
De verkoop van computers met daarop Emmabuntüs bij Emmaüs Parijs

Mensen die wonen in of werken bij een Emmausgemeenschap leven van de opbrengsten die de inzameling en de verkoop van producten gedoneerd door anderen hen opleveren.
In grote steden kunnen zij meerdere tonnen aan elektronisch materiaal per jaar ontvangen. Een deel hiervan wordt als elektronisch afval verkocht, maar er zitten altijd nog bruikbare apparaten bij. Randapparaten als schermen, toetsenborden en muizen kunnen zo verkocht worden. De harde schijven en processors bezitten echter eigendomsmatige software met een gebruikersovereenkomst en persoonlijke gegevens erop.
Om deze computers zonder al deze gegevens erop te kunnen verkopen, kan men een vrij besturingssysteem installeren dat drivers voor netwerkverbinding, beeld en geluid bezit, evenals vrije software voor de meest voorkomende programma's. Het installatieproces partitioneert de harde schijf en maakt daarmee de oude gegevens ontoegankelijk.
Om het mogelijk te maken deze Linuxdistributie zonder internetverbinding in minder een dan uur tijd te installeren, moest software die niet in de originele versie zat toegevoegd worden, evenals taalpakketten en scriptprogramma's. Cairo-Dock is gekozen om de functies toegankelijk te maken voor beginners.
Het opknappen en de verkoop van apparaten met Emmabuntüs levert humanitaire organisaties opbrengsten op en zorgt ervoor dat mensen met weinig financiële middelen toegang hebben tot computers met vrije software erop. Het heeft ook als gevolg dat elektronische apparaten hergebruikt kunnen worden en dat natuurlijke bronnen op aarde bespaard blijven.

## Versies
| Naam                  | Basis             | Datum            | Grootte in GB | Desktopomgeving |
| --------------------- | ----------------- | ---------------- | ------------- | --------------- |
| Emmabuntüs Equitable  | Ubuntu 10.04 LTS  | 28 april 2012    | 2,7           | GNOME           |
| Lemmabuntüs Equitable | Lubuntu 10.04     | 10 maart 2012    | 1,6           | LXDE            |
| Ocarinabuntüs         | Ubuntu 10.04 LTS  | 10 mei 2012      | 3,3           | GNOME           |
| Emmabuntüs 2          | Xubuntu 12.04 LTS | 18 december 2014 | 3,5           | Xfce of LXDE    |
| Emmabuntüs 3          | Xubuntu 14.04 LTS | 29 maart 2016    | 3,8           | Xfce of LXDE    |
| Emmabuntüs DE         | Debian 8          | 20 juni 2016     | 3,5           | Xfce of LXDE    |
| Emmabuntüs DE 2       | Debian 9          | 2 oktober 2017   | 3,5           | Xfce of LXDE    |